# Самади, Дэвид

Дэвид Б. Самади (англ. David B. Samadi, род. 7 сентября 1964, Иран) — американский хирург-онколог, специалист в области роботической хирургии. Впервые в мире успешно выполнил повторную операцию на простате с применением хирургической системы Da Vinci. По состоянию на 2015 год произвел более 7000 лапароскопических операций на простате, мочевом пузыре и почках с использованием этой системы. Разработал технологию «SMART» (Samadi Modified Advanced Robotic Technique) для лечения рака предстательной железы с использованием робота.

## Биография
Родился и вырос в среде ираноговорящих персидских евреев.
В 1978 году вместе с младшим братом эмигрировали из Ирана после революции 1979 года. Благодаря пожертвованиям друзей и членов Ирано-еврейского сообщества в Бельгии и Лондоне, Самади приехал в Нью-Йорк, где, выиграв государственную стипендию, он получил высшее медицинское образование в области биохимии.
После прохождения практики и интернатуры в США и Франции, стал одним из немногих хирургов, специализирующихся в трех областях урологической хирургии — открытой, лапароскопической и роботической.
Является заведующим отделением урологии, директором роботической хирургии больницы Ленокс-Хилл и профессором кафедры урологии в медицинской школе Ховстра в Нью-Йорке.
В 2012 году являлся наиболее высокооплачиваемым врачом Нью Йорка, его годовой заработок составлял 7,6 млн $.

## Публикации
- Carlucci, John R.; Nabizada-Pace, Fatima; Samadi, David B. What PCPs and geriatricians need to know about robotic prostatectomy and organ-confined prostate cancer (англ.) // Geriatrics : journal. — 2009. — Vol. 64, no. 2. — P. 8—14. — PMID 19256581.
- Rehman, Jameel; Chughtai, Bilal; Schulsinger, David; Adler, Howard; Khan, S. Ali; Samadi, David. A percutaneous subcostal approach for intercostal stones (неопр.) // Journal of endourology. — 2008. — Т. 22, № 3. — С. 497—502. — doi:10.1089/end.2007.0263. — PMID 18298314.
- Raman, JD; Dong, S; Levinson, A; Samadi, D; Scherr, D. S. Robotic radical prostatectomy: operative technique, outcomes, and learning curve (англ.) // JSLS : journal. — 2007. — Vol. 11, no. 1. — P. 1—7. — PMID 17651548. — PMC 3015817.
- Rehman, Jamil; Ragab, Maged M.; Venkatesh, Ramakrishna; Sundaram, Chandru P.; Khan, S. Ali; Sukkarieh, Troy; Samadi, David; Chughtai, Bilal; White, Francis; Bostwick, David; Waltzer, Wayne. Smooth-muscle regeneration after electrosurgical endopyelotomy in a porcine model as confirmed by electron microscopy (англ.) // Journal of endourology : journal. — 2004. — Vol. 18, no. 10. — P. 982—988. — doi:10.1089/end.2004.18.982. — PMID 15801366.
- Hoznek, András; Samadi, David B.; Salomon, Laurent; de la Taille, Alexandre; Olsson, Leif E.; Abbou, Clément-Claude. Laparoscopic radical prostatectomy: published series (англ.) // Current urology reports : journal. — 2002. — Vol. 3, no. 2. — P. 152—158. — doi:10.1007/s11934-002-0028-1. — PMID 12084208.
- Kates, M; Lavery, HJ; Brajtbord, J; Samadi, D; Palese, M. A. Decreasing rates of lymph node dissection during radical nephrectomy for renal cell carcinoma. (англ.) // Annals of Surgical Oncology[англ.] : journal. — 2012. — Vol. 19, no. 8. — P. 2693—2699. — doi:10.1245/s10434-012-2330-6. — PMID 22526899.
- Shariat, SF; Scherr, DS; Gupta, A; Bianco, FJ; Karakiewicz, PI; Zeltser, IS; Samadi, DB; Akhavan, A. Emerging biomarkers for prostate cancer diagnosis, staging, and prognosis. (англ.) // Archivos de Espanoles de Urologia : journal. — 2011. — Vol. 64, no. 8. — P. 681—694. — PMID 22052751.
- Lavery, HJ; Small, AC; Samadi, DB; Palese, M. A. Transition from laparoscopic to robotic partial nephrectomy: the learning curve for an experienced laparoscopic surgeon. (англ.) // Journal of the Society of Laparoendoscopic Surgeons : journal. — 2011. — Vol. 15, no. 3. — P. 291—297. — doi:10.4293/108680811X13071180407357. — PMID 21985712. — PMC 3183539.
- Bernstein, Adrien N.; Lavery, Hugh J.; Hobbs, Adele R.; Chin, Edward; Samadi, David B. Robot-assisted laparoscopic prostatectomy and previous surgical history: a multidisciplinary approach (англ.) // Journal of Robotic Surgery[англ.] : journal. — 2013. — Vol. 7, no. 2. — P. 143—151. — doi:10.1007/s11701-012-0358-z.